# Emil Haussmann

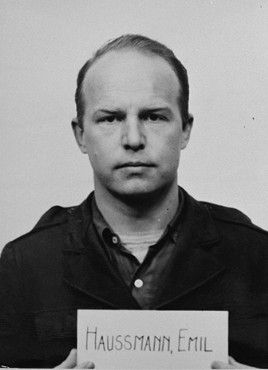
Emil Haussmann beim Einsatzgruppen-Prozess (1946)

Emil Haussmann (* 11. Oktober 1910 in Ravensburg; † 31. Juli 1947 in Nürnberg) war ein deutscher SS-Sturmbannführer, der im Einsatzkommando 12 der Einsatzgruppe D am Mord an den Juden in der durch das Deutsche Reich besetzten Ukraine beteiligt war. Haussmann war 1947 Angeklagter im Einsatzgruppen-Prozess. Er entzog sich dem Prozess durch Suizid.

## Leben
Emil Haussmann war der Sohn eines Buchhalters bei der Oberschwäbischen Volkszeitung in Ravensburg. Er trat zum 1. Januar 1930 im Alter von 19 Jahren der NSDAP bei (Mitgliedsnummer 185.729). Er war Volksschullehrer. 1937 wechselte Haussmann als hauptamtlicher Mitarbeiter zum SD (SS-Nummer 280.307) und übernahm im Oberabschnitt Südwest mit Dienstsitz in Stuttgart das „Judenreferat“.
Am Überfall auf Polen nahm Haussmann in der Einsatzgruppe VI teil. Dort war er die „rechte Hand“ von Albert Rapp, der im Stab der Einsatzgruppe VI für SD-Aufgaben zuständig war. Kommandeur dieser Einsatzgruppe war Erich Naumann, ein späterer Mitangeklagter Haussmanns. Nach Ende der Kampfhandlungen blieb Haussmann mit Rapp in Polen; Rapp leitete die „Umwandererzentralstelle“ in Posen.
Haussmann nahm mit dem Einsatzkommando 12 am Überfall auf die Sowjetunion teil. 1947 war Haussmann einer von 24 Angeklagten im Einsatzgruppen-Prozess. Am 29. Juli 1947 erhielt er wie seine Mitangeklagten die Anklageschrift, die drei Anklagepunkte enthielt: (1) Verbrechen gegen die Menschlichkeit, (2) Kriegsverbrechen und (3) Mitgliedschaft in einer kriminellen Organisation. Zwei Tage darauf verübte Haussmann in seiner Haftzelle Suizid und schied so aus dem Verfahren aus.